# Yardiella humphreysi
Genre
Espèce
Yardiella humphreysi, unique représentant du genre Yardiella, est une espèce d'araignées aranéomorphes de la famille des Filistatidae.

## Distribution
Cette espèce est endémique d'Australie-Occidentale. Elle se rencontre dans des grottes du North West Cape dans le Comté d'Exmouth.

## Description
Les mâles mesurent de 2,5 à 3,0 mm et les femelles de 2,9 à 4,1 mm.

## Étymologie
Cette espèce est nommée en l'honneur de William Frank Humphreys.

## Publication originale
- Gray, 1994 : A review of the filistatid spiders (Araneae: Filistatidae) of Australia. Records of the Australian Museum, vol. 46, no 1, p. 39-61 (texte intégral).